# AKochZorn
 (avril 2025).
Motif : Absolument aucune source indépendante n’existe sur cette entité et même en prenant les sites officiels il n’y a pas grand chose à part le Siren. Wikipédia n’est pas l’annuaire du mille-feuille administratif français. Une ligne dans les articles des deux comcom concernées suffira très largement.
- Archive Wikiwix
- Bing
- Cairn
- DuckDuckGo
- E. Universalis
- Gallica
- Google
- G. Books
- G. News
- G. Scholar
- Persée
- Qwant
- (zh) Baidu
- (ru) Yandex
- (wd) trouver des œuvres sur Wikidata

| 1. | Préciser le motif de la pose du bandeau. | Précisez le motif de la pose du bandeau en utilisant la syntaxe suivante : {{admissibilité à vérifier\|date=juin 2025\|motif=remplacez ce texte par le motif}}                 |
| 2. | Informer les utilisateurs concernés.     | Pensez à avertir le créateur de l'article, par exemple, en insérant le code ci-dessous sur sa page de discussion : {{subst:avertissement admissibilité à vérifier\|AKochZorn}} |

AKochZorn est un pôle d'équilibre territorial et rural (PETR) comprenant les communautés de communes suivantes :
- Communauté de communes du Pays de la Zorn
- Communauté de communes du Kochersberg